# Félix Pons

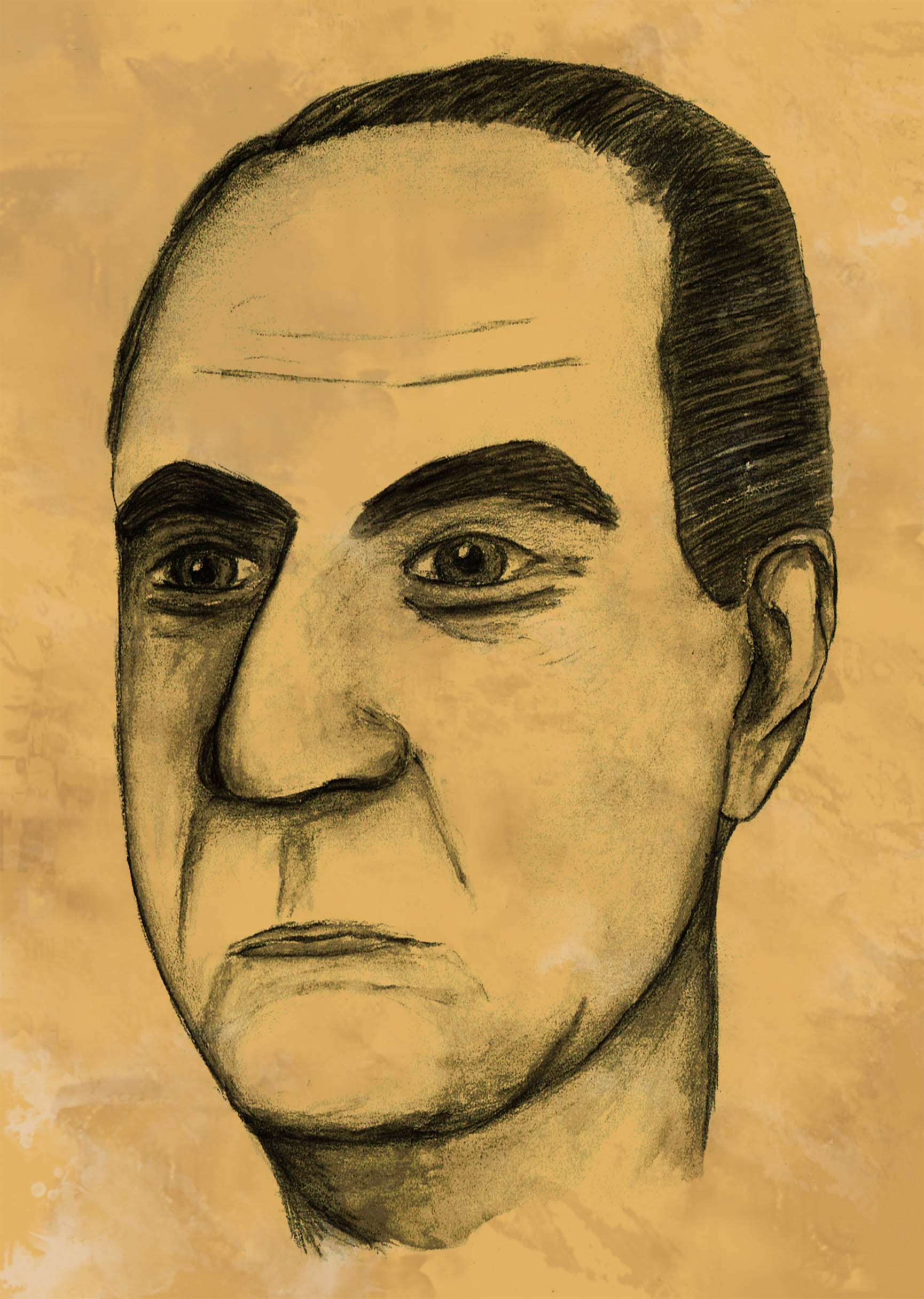
Félix Pons Irazazábal

Félix Pons (* 14. September 1942 in Palma; † 2. Juli 2010 ebenda) war ein spanischer Jurist und Politiker der Partido Socialista Obrero Español (PSOE).

## Biografie
Nach dem Schulbesuch absolvierte er ein Studium der Rechtswissenschaft und war nach der Zulassung als Rechtsanwalt tätig. Sein Vater, als Gegner des Regimes von Francisco Franco, ging bereits ins Exil.
Nach dessen Rückkehr trat Pons 1974 kurz vor Beginn der Transition (Transición) der Partido Socialista Obrero Español (PSOE) als Mitglied bei.
Im Juli 1985 wurde er von Ministerpräsident Felipe González zum Minister für die Territorialverwaltung (Ministro de Administración Territorial) in dessen Kabinett berufen. Nachfolger als Minister wurde am 26. Juli 1986 Joaquín Almunia.
Nach dem Erfolg der PSOE bei den Wahlen zum Parlament (Cortes Generales) vom 22. Juni 1986, bei der die Partei 44,1 % der Wählerstimmen holte und 184 Abgeordnetensitze gewann, wurde Pons selbst zum Präsidenten des Abgeordnetenhauses (Congreso de los Diputados) gewählt. Dieses Amt bekleidete er zehn Jahre lang bis zur Wahlniederlage der PSOE bei den Parlamentswahlen 1996.
Anschließend zog er sich aus der Politik zurück und war bis zu seinem Tod durch einen Pankreastumor wiederum als Rechtsanwalt in Palma de Mallorca tätig. Darüber hinaus nahm er einen Ruf als Professor für Handelsrecht an die Universität der Balearen an.
Für seine Verdienste erhielt er neben dem Großkreuz vom Orden Karls III. auch die Goldmedaille der Autonomen Gemeinschaften der Balearischen Inseln (Medalla de Oro de la Comunidad Autónoma de Baleares).